# Pacha (discoteca)
Pacha è un gruppo spagnolo con sede a Ibiza che detiene alcuni tra i più famosi clubs al mondo. Il primo club fu aperto a Sitges fuori Barcellona nel 1967. Tuttora, il Pacha di Ibiza è uno dei locali più famosi e prestigiosi al mondo secondo DJ Magazine.

## Franchising
Oggi ci sono club Pacha nelle seguenti località, tra cui 14 in Spagna:

### Europa

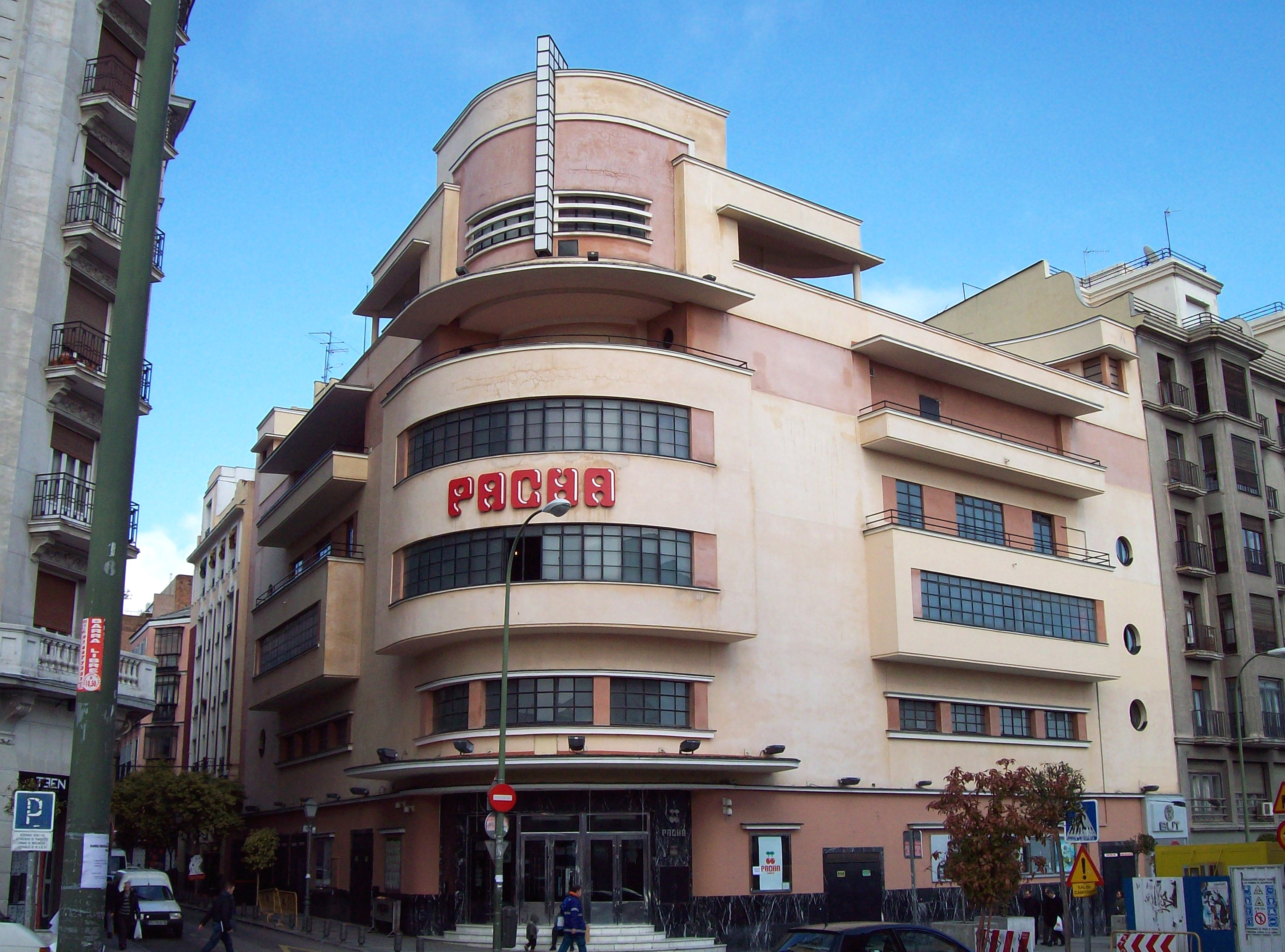
Pacha Madrid (Spagna)

- Spagna
  - Palma di Maiorca
  - Tenerife
  - Sitges
  - Ibiza
  - Torrevieja
  - Valencia
  - Madrid
  - Vila-seca (in località La Pineda)
  - Barcellona
  - Santander
  - Ampuriabrava
  - Baqueira-Beret
  - Lleida
  - Las Palmas, Gran Canaria
  - Playa del Inglés, Gran Canaria
- Portogallo
  - Ofir
- Austria
  - Ischgl
- Repubblica Ceca
  - Praga
- Germania
  - Monaco di Baviera
- Grecia
  - Atene
- Regno Unito
  - Londra
- Lituania
  - Vilnius
- Russia
  - San Pietroburgo
  - Mosca
- Romania
  - Bucarest

### Africa/Medio Oriente/America
- Egitto
  - Sharm el-Sheikh
- Marocco
  - Marrakech
- Nigeria
  - Lagos
- USA
  - New York
- Brasile
  - San Paolo
  - Búzios
  - Florianópolis
  - Rio de Janeiro
- Argentina
  - Buenos Aires
  - Bariloche
  - Resistencia

## Pacha Magazine
C'è anche un Pacha Magazine scaricabile dal sito ufficiale.